# Martignana di Po
Martignana di Po là một đô thị ở tỉnh Cremona, vùng Lombardia của Italia, có vị trí cách khoảng 110 km về phía đông nam của Milan và khoảng 30 km về phía đông nam của Cremona. Tại thời điểm ngày 31 tháng 12 năm 2004, đô thị này có dân số 1.414 người và diện tích là 14,7 km².
Martignana di Po giáp các đô thị: Casalmaggiore, Casteldidone, Colorno, Gussola, San Giovanni in Croce, Sissa.